# 中島陽子
中島 陽子（なかじま ようこ、1967年6月1日 - ）は、日本の女優。劇団Prayers Studio オフィススリーアイズ所属。埼玉県生まれ。特技は日本舞踊。

## 出演
ゲスト出演を含む

### テレビドラマ
NHK
- 女にも七人の敵

日本テレビ
- たたかうお嫁さま
- 蘇える金狼
- 平成夫婦茶碗 RART I
- ビューティ7
- 歓迎!ダンジキ御一行様
- 幸福の王子

TBS
- ひとの不幸は蜜の味
- 長男の嫁2
- ぽっかぽか2
- 結婚しようよ
- 硝子のかけらたち
- 真昼の月
- 不機嫌な果実
- PU-PU-PU-

フジテレビ
- ママチャリ刑事
- 天国に一番近い男
- if もしも「打ち上げ花火、下から見るか? 横から見るか?」
- 帰ってきたOL三人旅
- ガールズplus1
- 世界で一番パパが好き
- 世にも奇妙な物語「逆男」
- ショムニ
- ムコ殿
- 新・お水の花道
- ビギナー
- 電車男・電車男DX
- 所轄刑事8

テレビ朝日
- 湯けむり女子大生騒動
- 研修医なな子
- 独身3!!

東海テレビ
- 偽りの花園
- 明日もきっと、おいしいご飯〜銀のスプーン〜
- 別れたら好きな人

関西テレビ
- サンタが殺しにやってきた
- こいまち

BS-TBS
- ルーズソックス刑事
- ケータイ刑事 銭形零
- ケータイ刑事 銭形海

### 映画
- 愛の新世界（1994年12月17日公開）
- 打ち上げ花火、下から見るか? 横から見るか?（1995年8月12日公開）